# Scorpaena sumptuosa
Scorpaena sumptuosa behoort tot het geslacht Scorpaena van de familie van schorpioenvissen. Deze soort komt voor in het oosten van de Indische Oceaan en komt endemisch voor in het zuidwesten van Australië. Zijn lengte bedraagt een 40 cm.